# Scherma alla XVI Universiade
Il torneo di scherma della XVI Universiade si è svolto a Sheffield in Regno Unito nel 1991.

## Podi

### Uomini
| Evento                          | Oro                                      | Argento            | Bronzo           |
| Fioretto individuale (dettagli) | Dmitriy Shevchenko                       | Alessandro Puccini | Luca Vitalesta   |
| Sciabola individuale (dettagli) | Grigory Kiriyenko                        | Csaba Köves        | Jörg Kempenich   |
| Spada individuale (dettagli)    | Pavel Kolobkov                           | Maurizio Randazzo  | Robert Leroux    |
| Fioretto a squadre (dettagli)   | Italia Alessandro Puccini Luca Vitalesta | Unione Sovietica   | Polonia          |
| Sciabola a squadre (dettagli)   | Germania                                 | Italia             | Unione Sovietica |
| Spada a squadre (dettagli)      | Germania                                 | Unione Sovietica   | Francia          |

### Donne
| Evento                          | Oro                                         | Argento     | Bronzo             |
| Fioretto individuale (dettagli) | Giovanna Trillini                           | Xiao Aihua  | Margherita Zalaffi |
| Spada individuale (dettagli)    | Mariann Horváth                             | Ute Schäper | Wen Dong           |
| Fioretto a squadre (dettagli)   | Italia Giovanna Trillini Margherita Zalaffi | Cina        | Polonia            |
| Spada a squadre (dettagli)      | Ungheria                                    | Italia      | Francia            |